# لويزا ستيفاني
لويزا فيراس ستيفاني (مواليد 9 أغسطس 1997) هي لاعبة تنس برازيلية.
في 9 أغسطس 2021، بلغت ذروتها في المرتبة رقم. 22 في تصنيفات الزوجي WTA. في 20 مايو 2019، وصلت إلى تصنيفها الفردي الأعلى عالميًا. 431- حصلت على مرتبة مبتدئة عالية في المرتبة الأولى. 10، في 30 مارس 2015.